# EVO Pueblo
Estamos Volviendo Obedeciendo al Pueblo, abreviado y comúnmente conocido como EVO Pueblo, es un partido político boliviano no registrado que fue establecido el 31 de marzo de 2025 por el expresidente boliviano Evo Morales.

## Historia
De cara a las elecciones generales de 2025, el expresidente Evo Morales (en el cargo entre 2006 y 2019) expresó su interés de postularse nuevamente para la presidencia. El 8 de noviembre de 2024, el Tribunal Constitucional Plurinacional prohibió a Morales postularse a la presidencia, dictaminando que no podía exceder el límite constitucional de dos mandatos para la presidencia. A pesar de la prohibición, el 20 de febrero de 2025 Morales anunció que se postularía a la presidencia en las elecciones generales de agosto de 2025. Abandonó su partido político el Movimiento al Socialismo (MAS) que dirigió durante 30 años y afirmó que postulará a la presidencia por el Frente para la Victoria (FPV). Justificó su candidatura argumentando que un vacío en la Constitución de Bolivia le permitía postularse para un cuarto mandato presidencial.
En diciembre de 2024, Morales declaró que crearía un partido político para competir en las elecciones generales de 2025. El 31 de marzo de 2025, Morales y cientos de sus partidarios anunciaron la creación de un nuevo partido político llamado Estamos Volviendo Obedeciendo, abreviado como EVO Pueblo. Morales afirmó que el partido buscará de inmediato su registro ante el Órgano Electoral Plurinacional para poder participar en las elecciones generales de 2025. De acuerdo con la Ley de Organizaciones Políticas, EVO Pueblo necesita tener al menos 109.500 miembros para estar registrado para participar en las elecciones; en el momento de la creación de EVO Pueblo, tenía dos semanas para cumplir con el plazo de 120 días para registrar un partido político antes de las elecciones de agosto de 2025. Debido a esta restricción temporal, Morales pretende seguir postulando a la presidencia con el FPV.
Morales encabezó el primer mitin de EVO Pueblo el 6 de abril de 2025 en Lauca Ñ para establecer cómo el partido seleccionaría candidatos para la Asamblea Legislativa Plurinacional. Indicó que EVO Pueblo registrará a sus candidatos presidenciales y legislativos el 16 de mayo de 2025. Morales ofreció al expresidente boliviano Eduardo Rodríguez Veltzé para ser su candidato a vicepresidente, pero Rodríguez lo rechazó al día siguiente. El 9 de abril de 2025, después de que el FPV anunciara que Morales no sería su candidato, EVO Pueblo afirmó que buscaría otras opciones para lograr el registro de Morales como candidato presidencial.

## Simbología

### Controversia del nombre
El nombre del partido, "EVO Pueblo", recibió críticas porque comparte el nombre de Morales. Los políticos de izquierda y derecha criticaron el nombre del partido por ser indicio de un Culto a la personalidad y  personalismo El expresidente boliviano Jorge Quiroga criticó al partido como un "proyecto egocéntrico". Morales aclaró en rueda de prensa que "EVO Pueblo" era el acrónimo de "Estamos Volviendo Obedeciendo al Pueblo".